# Trausnitz (Adelsgeschlecht)

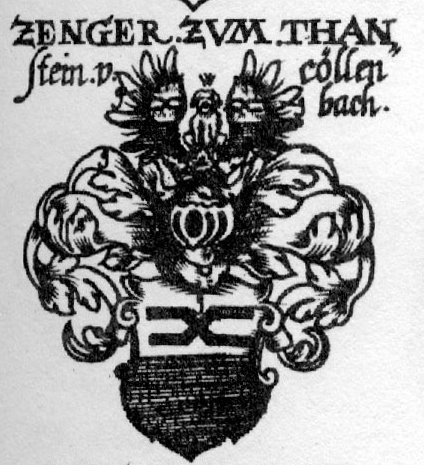
Wappen der Zenger aus Siebmachers Wappenbuch

Trausnitz ist der Name eines alten bayerischen Adelsgeschlechtes. Die weit verzweigte Familie stieg teilweise bis in den Freiherrenstand auf.

## Geschichte der Stammlinie Zenger-Trausnitz
Das Geschlecht erscheint erstmals urkundlich um 1333 mit Weichnand von Trausnitz im Tal und Konrad Zenger von Trausnitz im Tal, die in einer Verzichtsurkunde des Guts zu Stetten zu Gunsten des Klosters Bürgen als Zeugen genannt werden.
Die Wittelsbacher verliehen ihrem Viztum Weichnand die Burg Trausnitz im Tal. Dieser stammte zwar nicht aus dem Adel, genoss aber vor allem bei Kaiser Ludwig dem Bayern höchste Gunst, was sich unter anderem darin zeigt, dass der Kaiser den gefangenen Friedrich seiner Obhut übergab. Aus dieser Schlacht zwischen Ludwig dem Bayern und Friedrich auf der Ampfinger Heide bei Mühldorf am 28. September 1322 ging der Habsburger als Verlierer hervor und wurde auf der Burg gefangen gesetzt. Dieser Kampf stellt zugleich die letzte große Ritterschlacht auf deutschem Boden dar. Nachdem der Viztum ohne männliche Nachkommen gestorben war, kam die Burg in den gemeinsamen Besitz der Zenger – die sie sich schon vorher mit dem Viztum teilen mussten.
Die Stammreihe beginnt um 1356 mit „den Zengern“ von Trausnitz im Raum Landshut. Der älteste Stammsitz aber war Fronhof, in der Region Oberpfalz-Mitte, südöstlich der Stadt Nabburg. Damals stand in Fronhof ein der damaligen Zeit übliches Schloss. Davon sind nur mehr von Gras überwachsene und von landwirtschaftlichen Gebäuden überbaute Mauerreste geblieben. Fronhof war im Besitz der Zenger von Trausnitz im Tal. Friedrich der Zenger wird 1356, Jordan der Zenger 1359, Andre der Zenger 1377 sowie Allt der Zenger 1383 genannt. Das Leuchtenberger Lehenbuch berichtet von einer Burg „Frunhof und auch was daczu gehört“.
Im späten 14. Jahrhundert und frühen 15. Jahrhundert bekleideten die Zenger von Trausnitz wichtige Hofämter. Ein bekannter Vertreter war Parzefal, er war Hofmeister von Herzog Ernst um 1400. Sein Bruder Ott der Zenger von Trausnitz war Hofmeister von Herzog Stephan III. (1392–1406). Ulrich Zenger, Marschall des Deutschen Ordens um 1422 in der Comtur von Königsberg. Einer Überlieferung nach sollen zwei Zenger Brüder in der Schlacht von Gammelsdorf um 1313 als niederbayerische Ritter unter Herzog Ludwig gekämpft haben. Ob diese zu der Stammreihe gehörten ist ungeklärt. Die Angehörigen der Zenger von Trausnitz waren noch bis Mitte des 16. Jahrhunderts Besitzer und Verwalter von Hofmarken. Diese Linie erhielt u. a. auch den Freiherrenstand und führte somit den Titel „Baron Hofmarksherr zu Trausnitz“. Auszug aus dem Urkundenregister um 1485: „Hanns Zenger zu Trausnitz und Schneeberg verkauft dem Kloster Ald. Den freieigenen Hof zu Siglsdorf in Perndorffer Pfarrei samt Zubehör“. Zur Hofmark gehörten rund 60 untertänige Güter, vor allem Bauernhöfe. Ab der Mitte des 16. Jahrhunderts lassen sich auch einzelne von Sparneck auf Burg Trausnitz nachweisen. Nachdem es über die Zerstörungen seiner Stammburgen durch den Schwäbischen Bund über Verwandtschaftsbeziehungen, in Trausnitz über die Erlbeck zu Trausnitz, in die Oberpfalz gekommen war, erlebte das Geschlecht hier nochmals eine Blüte, bis es 1744 ausstarb.

## Linie Irlbeck (Erlbeck) zu Trausnitz
Die Linie um Caspar Irlbeck (vorher Erlbeck) zu Trausnitz, der eine Schwester der Zenger Linie geehelicht hatte, trat urkundlich erstmals um 1520 in Erscheinung. Auszug: „… im Streit zwischen Hans Notthafft zum Weissenstain [BA Vohenstrauß], Caspar Irlbeck zu Trausnitz [BA Nabburg], Hans Cress zum Diesfurt [BA Eschenbach] als Vormünder der Witwe des Sebastian Wylld zu Wyllden Reut [Wildenreuth, BA Kemnath] und ihres Sohnes Wolf einerseits, und zwar für sich und ihren Mitvormund Weybrecht von Kindsperg zu Weydenbergk [BA Bayreuth], als Kläger gegen Wilhalm Schenckh, Herr zu Trauttenberg [BA Kemnath], und dessen Frau Kunigunde andererseits, die Verpfändung des Schlosses Newenhaus [Neuhaus, BA Neustadt a.d.W.] betreffend.“ So gelangte die Linie auch nach Rheinland-Pfalz.
Im späten 18. Jahrhundert kam es zu einem Tauschgeschäft. Joseph Freiherr von Karg sollte Fronhof (der älteste Stammsitz derer von und zu Trausnitz) übernehmen. Dafür erhielt Caspar Irlbeck der Dritte zu Trausnitz die Lehen Reichenstein in Schlesien und Frauenstein. Zur Lösung von Erbproblemen verkauften die Freiherren von Karg-Bebenburg mit Urkunde vom 2. September 1830 die Burg Fronhof und Teile der Burg Trausnitz an König Ludwig I. von Bayern. Die Hofmarksgebäude und übrigen Liegenschaften wurden einzeln verkauft.

## Linie Reichenstein-Badzinksy-Trausnitz
Insgesamt war das Geschlecht jetzt weit verzweigt. Das von den Freiherren von Reichenstein erbaute Schloss und Hofgut blieb bis 1857 im Besitz derer von Reichenstein. 1773 wird der Freiherrenstand derer von Reichenstein auch von Frankreich anerkannt. Seit dem 19. Jahrhundert ist die Familie aus nicht geklärten Gründen verschollen. Als das Aussterben des Geschlechtes bevorstand, gestattete Kaiser Ferdinand im Jahre 1846 dem Enkel und Nachkommen einer Schwester der Linie Reichenstein, die in zweiter Ehe mit der Badzinsky (Früher Baczinski) Linie aus Schlesien verheiratet war, die Führung des Adels und Wappen der Familien von und zu Trausnitz. Ihm wurde das Ritterstandsdiplom mit Wappenbesserung verliehen. Jedoch ohne Anspruch auf Länder und Güter. Diese Linie besteht bis heute.

## Verwandtschaftsbeziehungen der Zenger von Trausnitz
Schematische Darstellung: Geschwister, die nichts mit Trausnitz zu tun hatten, wurden weggelassen.
Vorfahren, die nichts mit Trausnitz zu tun hatten, wurden in Klammern gesetzt.
Zu jedem Zenger wurden die Jahreszahlen genannt, an denen er schriftlich erwähnt wurde.
Der Stammbaum ist zeitlich geordnet, so dass in jeder Zeile die etwa gleichzeitig lebenden Familienmitglieder aufgeführt sind.
| (Conrad I. Zenger) um 1271 oo Tuta von Schönstein |  |                                                         |  |                                                                           |                                                                           |                                                                                                 |                                                                           |                                                                                              |                                                                                              |                                                                                              |                                                                                              |                                                                                              |                                                                                              |                                                                                    |                                                                                    | | | | | | | | |                                  |                                  |                                  |                                  | |  | | | | | | |  |  |
|                                                   |  |                                                         |  |                                                                           |                                                                           |                                                                                                 |                                                                           |                                                                                              |                                                                                              |                                                                                              |                                                                                              | (Wolfhart I. Zenger) um 1282                                                                 |                                                                                              |                                                                                    |                                                                                    | | | | | | | | |                                  |                                  |                                  |                                  | |  | | | | | | |  |  |
|                                                   |  |                                                         |  |                                                                           |                                                                           |                                                                                                 |                                                                           |                                                                                              |                                                                                              |                                                                                              |                                                                                              |                                                                                              |                                                                                              |                                                                                    |                                                                                    | | | | | | | | |                                  |                                  |                                  |                                  | |  | | | | | | |  |  |
|                                                   |  | (Heinrich I. Zenger) 1271, 1272 oo Frau von Hautzendorf |  |                                                                           |                                                                           |                                                                                                 |                                                                           |                                                                                              |                                                                                              |                                                                                              |                                                                                              |                                                                                              |                                                                                              |                                                                                    |                                                                                    | | | | | | | | |                                  |                                  |                                  |                                  | |  | | | | | | |  |  |
|                                                   |  |                                                         |  |                                                                           |                                                                           |                                                                                                 |                                                                           |                                                                                              |                                                                                              |                                                                                              |                                                                                              |                                                                                              |                                                                                              |                                                                                    |                                                                                    | | | | | | | | |                                  |                                  |                                  |                                  | |  | | | | | | |  |  |
|                                                   |  |                                                         |  |                                                                           |                                                                           |                                                                                                 |                                                                           |                                                                                              |                                                                                              |                                                                                              |                                                                                              |                                                                                              |                                                                                              |                                                                                    |                                                                                    | | | | | | | | |                                  |                                  |                                  |                                  | |  | | | | | | |  |  |
|                                                   |  |                                                         |  | (Gottfried I. Zenger) 1303 oo Frau Adelheid                               |                                                                           |                                                                                                 |                                                                           |                                                                                              |                                                                                              |                                                                                              |                                                                                              |                                                                                              |                                                                                              |                                                                                    |                                                                                    | | | | | | | | |                                  |                                  |                                  |                                  | |  | | | | | | |  |  |
|                                                   |  |                                                         |  |                                                                           |                                                                           |                                                                                                 |                                                                           |                                                                                              |                                                                                              |                                                                                              |                                                                                              |                                                                                              |                                                                                              |                                                                                    |                                                                                    | | | | | | | | |                                  |                                  |                                  |                                  | |  | | | | | | |  |  |
|                                                   |  |                                                         |  |                                                                           |                                                                           |                                                                                                 |                                                                           |                                                                                              |                                                                                              |                                                                                              |                                                                                              |                                                                                              |                                                                                              |                                                                                    |                                                                                    | | | | | | | | |                                  |                                  |                                  |                                  | |  | | | | | | |  |  |
|                                                   |  |                                                         |  |                                                                           |                                                                           | Wolfhart II. Zenger nannte sich 1305 zu Trausnitz, 1310 zu Nabburg, 1316 bis 1318 zu Wetterfeld |                                                                           |                                                                                              |                                                                                              |                                                                                              |                                                                                              |                                                                                              |                                                                                              |                                                                                    |                                                                                    | | | | | | | | |                                  |                                  |                                  |                                  | |  | | | | | | |  |  |
|                                                   |  |                                                         |  |                                                                           |                                                                           |                                                                                                 |                                                                           |                                                                                              |                                                                                              |                                                                                              |                                                                                              |                                                                                              |                                                                                              |                                                                                    |                                                                                    | | | | | | | | |                                  |                                  |                                  |                                  | |  | | | | | | |  |  |
|                                                   |  |                                                         |  |                                                                           |                                                                           |                                                                                                 |                                                                           |                                                                                              |                                                                                              |                                                                                              |                                                                                              |                                                                                              |                                                                                              |                                                                                    |                                                                                    | | | | | | | | |                                  |                                  |                                  |                                  | |  | | | | | | |  |  |
|                                                   |  |                                                         |  | Conrad II. Zenger zu Trausnitz 1308 bis 1325 oo Frau Weigel von Trausnitz | Conrad II. Zenger zu Trausnitz 1308 bis 1325 oo Frau Weigel von Trausnitz | Conrad II. Zenger zu Trausnitz 1308 bis 1325 oo Frau Weigel von Trausnitz                       | Conrad II. Zenger zu Trausnitz 1308 bis 1325 oo Frau Weigel von Trausnitz | Conrad II. Zenger zu Trausnitz 1308 bis 1325 oo Frau Weigel von Trausnitz                    | Conrad II. Zenger zu Trausnitz 1308 bis 1325 oo Frau Weigel von Trausnitz                    |                                                                                              |                                                                                              |                                                                                              |                                                                                              | (Heinrich II. Zenger zu Altendorf) 1320 Richter zu Amberg, 1333 Pfleger zu Velburg | (Heinrich II. Zenger zu Altendorf) 1320 Richter zu Amberg, 1333 Pfleger zu Velburg | (Heinrich II. Zenger zu Altendorf) 1320 Richter zu Amberg, 1333 Pfleger zu Velburg | (Heinrich II. Zenger zu Altendorf) 1320 Richter zu Amberg, 1333 Pfleger zu Velburg | (Heinrich II. Zenger zu Altendorf) 1320 Richter zu Amberg, 1333 Pfleger zu Velburg | (Heinrich II. Zenger zu Altendorf) 1320 Richter zu Amberg, 1333 Pfleger zu Velburg | | | | |                                  |                                  |                                  |                                  | |  | | | | | | |  |  |
|                                                   |  |                                                         |  | Conrad II. Zenger zu Trausnitz 1308 bis 1325 oo Frau Weigel von Trausnitz | Conrad II. Zenger zu Trausnitz 1308 bis 1325 oo Frau Weigel von Trausnitz | Conrad II. Zenger zu Trausnitz 1308 bis 1325 oo Frau Weigel von Trausnitz                       | Conrad II. Zenger zu Trausnitz 1308 bis 1325 oo Frau Weigel von Trausnitz | Conrad II. Zenger zu Trausnitz 1308 bis 1325 oo Frau Weigel von Trausnitz                    | Conrad II. Zenger zu Trausnitz 1308 bis 1325 oo Frau Weigel von Trausnitz                    |                                                                                              |                                                                                              |                                                                                              |                                                                                              | (Heinrich II. Zenger zu Altendorf) 1320 Richter zu Amberg, 1333 Pfleger zu Velburg | (Heinrich II. Zenger zu Altendorf) 1320 Richter zu Amberg, 1333 Pfleger zu Velburg | (Heinrich II. Zenger zu Altendorf) 1320 Richter zu Amberg, 1333 Pfleger zu Velburg | (Heinrich II. Zenger zu Altendorf) 1320 Richter zu Amberg, 1333 Pfleger zu Velburg | (Heinrich II. Zenger zu Altendorf) 1320 Richter zu Amberg, 1333 Pfleger zu Velburg | (Heinrich II. Zenger zu Altendorf) 1320 Richter zu Amberg, 1333 Pfleger zu Velburg | | | | |                                  |                                  |                                  |                                  | |  | | | | | | |  |  |
|                                                   |  |                                                         |  |                                                                           |                                                                           |                                                                                                 |                                                                           |                                                                                              |                                                                                              |                                                                                              |                                                                                              |                                                                                              |                                                                                              |                                                                                    |                                                                                    | | | | | | | | |                                  |                                  |                                  |                                  | |  | | | | | | |  |  |
|                                                   |  |                                                         |  |                                                                           |                                                                           | W(e)ichnand Zenger zu Trausnitz 1328, 1339, 1358 † um 1358 oo Kunigunde                         | W(e)ichnand Zenger zu Trausnitz 1328, 1339, 1358 † um 1358 oo Kunigunde   | W(e)ichnand Zenger zu Trausnitz 1328, 1339, 1358 † um 1358 oo Kunigunde                      | W(e)ichnand Zenger zu Trausnitz 1328, 1339, 1358 † um 1358 oo Kunigunde                      | W(e)ichnand Zenger zu Trausnitz 1328, 1339, 1358 † um 1358 oo Kunigunde                      | W(e)ichnand Zenger zu Trausnitz 1328, 1339, 1358 † um 1358 oo Kunigunde                      |                                                                                              |                                                                                              |                                                                                    |                                                                                    | (Wolfhart III. Zenger zu Nabburg) 1347, 1348, 1350, 1352 Ritter, unter Ludwig IV. ein kaiserlich-markbrandenburgischer Küchenmeister oo Margaretha von Ramsberg, 1320 oo Anna von Ramsberg, 1340 | (Wolfhart III. Zenger zu Nabburg) 1347, 1348, 1350, 1352 Ritter, unter Ludwig IV. ein kaiserlich-markbrandenburgischer Küchenmeister oo Margaretha von Ramsberg, 1320 oo Anna von Ramsberg, 1340 | (Wolfhart III. Zenger zu Nabburg) 1347, 1348, 1350, 1352 Ritter, unter Ludwig IV. ein kaiserlich-markbrandenburgischer Küchenmeister oo Margaretha von Ramsberg, 1320 oo Anna von Ramsberg, 1340 | (Wolfhart III. Zenger zu Nabburg) 1347, 1348, 1350, 1352 Ritter, unter Ludwig IV. ein kaiserlich-markbrandenburgischer Küchenmeister oo Margaretha von Ramsberg, 1320 oo Anna von Ramsberg, 1340 | (Wolfhart III. Zenger zu Nabburg) 1347, 1348, 1350, 1352 Ritter, unter Ludwig IV. ein kaiserlich-markbrandenburgischer Küchenmeister oo Margaretha von Ramsberg, 1320 oo Anna von Ramsberg, 1340 | (Wolfhart III. Zenger zu Nabburg) 1347, 1348, 1350, 1352 Ritter, unter Ludwig IV. ein kaiserlich-markbrandenburgischer Küchenmeister oo Margaretha von Ramsberg, 1320 oo Anna von Ramsberg, 1340 | | |                                  |                                  |                                  |                                  | |  | | | | | | |  |  |
|                                                   |  |                                                         |  |                                                                           |                                                                           | W(e)ichnand Zenger zu Trausnitz 1328, 1339, 1358 † um 1358 oo Kunigunde                         | W(e)ichnand Zenger zu Trausnitz 1328, 1339, 1358 † um 1358 oo Kunigunde   | W(e)ichnand Zenger zu Trausnitz 1328, 1339, 1358 † um 1358 oo Kunigunde                      | W(e)ichnand Zenger zu Trausnitz 1328, 1339, 1358 † um 1358 oo Kunigunde                      | W(e)ichnand Zenger zu Trausnitz 1328, 1339, 1358 † um 1358 oo Kunigunde                      | W(e)ichnand Zenger zu Trausnitz 1328, 1339, 1358 † um 1358 oo Kunigunde                      |                                                                                              |                                                                                              |                                                                                    |                                                                                    | (Wolfhart III. Zenger zu Nabburg) 1347, 1348, 1350, 1352 Ritter, unter Ludwig IV. ein kaiserlich-markbrandenburgischer Küchenmeister oo Margaretha von Ramsberg, 1320 oo Anna von Ramsberg, 1340 | (Wolfhart III. Zenger zu Nabburg) 1347, 1348, 1350, 1352 Ritter, unter Ludwig IV. ein kaiserlich-markbrandenburgischer Küchenmeister oo Margaretha von Ramsberg, 1320 oo Anna von Ramsberg, 1340 | (Wolfhart III. Zenger zu Nabburg) 1347, 1348, 1350, 1352 Ritter, unter Ludwig IV. ein kaiserlich-markbrandenburgischer Küchenmeister oo Margaretha von Ramsberg, 1320 oo Anna von Ramsberg, 1340 | (Wolfhart III. Zenger zu Nabburg) 1347, 1348, 1350, 1352 Ritter, unter Ludwig IV. ein kaiserlich-markbrandenburgischer Küchenmeister oo Margaretha von Ramsberg, 1320 oo Anna von Ramsberg, 1340 | (Wolfhart III. Zenger zu Nabburg) 1347, 1348, 1350, 1352 Ritter, unter Ludwig IV. ein kaiserlich-markbrandenburgischer Küchenmeister oo Margaretha von Ramsberg, 1320 oo Anna von Ramsberg, 1340 | (Wolfhart III. Zenger zu Nabburg) 1347, 1348, 1350, 1352 Ritter, unter Ludwig IV. ein kaiserlich-markbrandenburgischer Küchenmeister oo Margaretha von Ramsberg, 1320 oo Anna von Ramsberg, 1340 | | |                                  |                                  |                                  |                                  | |  | | | | | | |  |  |
|                                                   |  |                                                         |  |                                                                           |                                                                           |                                                                                                 |                                                                           |                                                                                              |                                                                                              |                                                                                              |                                                                                              |                                                                                              |                                                                                              |                                                                                    |                                                                                    | | | | | | | | |                                  |                                  |                                  |                                  | |  | | | | | | |  |  |
|                                                   |  |                                                         |  |                                                                           |                                                                           |                                                                                                 |                                                                           | Conrad III. Zenger zu Trausnitz † 1378, zu Reichenbach begraben oo Caecilia von Froemelsberg | Conrad III. Zenger zu Trausnitz † 1378, zu Reichenbach begraben oo Caecilia von Froemelsberg | Conrad III. Zenger zu Trausnitz † 1378, zu Reichenbach begraben oo Caecilia von Froemelsberg | Conrad III. Zenger zu Trausnitz † 1378, zu Reichenbach begraben oo Caecilia von Froemelsberg | Conrad III. Zenger zu Trausnitz † 1378, zu Reichenbach begraben oo Caecilia von Froemelsberg | Conrad III. Zenger zu Trausnitz † 1378, zu Reichenbach begraben oo Caecilia von Froemelsberg |                                                                                    |                                                                                    | | | Friedrich Zenger zu Trausnitz, Beilstein und Siegenstein Ritter, 1371 Richter zu Kötzting, 1372 Pfleger zu Beilstein † 1393. oo Frau von Kemnath                                                 | Friedrich Zenger zu Trausnitz, Beilstein und Siegenstein Ritter, 1371 Richter zu Kötzting, 1372 Pfleger zu Beilstein † 1393. oo Frau von Kemnath                                                 | Friedrich Zenger zu Trausnitz, Beilstein und Siegenstein Ritter, 1371 Richter zu Kötzting, 1372 Pfleger zu Beilstein † 1393. oo Frau von Kemnath                                                 | Friedrich Zenger zu Trausnitz, Beilstein und Siegenstein Ritter, 1371 Richter zu Kötzting, 1372 Pfleger zu Beilstein † 1393. oo Frau von Kemnath                                                 | Friedrich Zenger zu Trausnitz, Beilstein und Siegenstein Ritter, 1371 Richter zu Kötzting, 1372 Pfleger zu Beilstein † 1393. oo Frau von Kemnath | Friedrich Zenger zu Trausnitz, Beilstein und Siegenstein Ritter, 1371 Richter zu Kötzting, 1372 Pfleger zu Beilstein † 1393. oo Frau von Kemnath |                                  |                                  |                                  |                                  | |  | | | | | | |  |  |
|                                                   |  |                                                         |  |                                                                           |                                                                           |                                                                                                 |                                                                           | Conrad III. Zenger zu Trausnitz † 1378, zu Reichenbach begraben oo Caecilia von Froemelsberg | Conrad III. Zenger zu Trausnitz † 1378, zu Reichenbach begraben oo Caecilia von Froemelsberg | Conrad III. Zenger zu Trausnitz † 1378, zu Reichenbach begraben oo Caecilia von Froemelsberg | Conrad III. Zenger zu Trausnitz † 1378, zu Reichenbach begraben oo Caecilia von Froemelsberg | Conrad III. Zenger zu Trausnitz † 1378, zu Reichenbach begraben oo Caecilia von Froemelsberg | Conrad III. Zenger zu Trausnitz † 1378, zu Reichenbach begraben oo Caecilia von Froemelsberg |                                                                                    |                                                                                    | | | Friedrich Zenger zu Trausnitz, Beilstein und Siegenstein Ritter, 1371 Richter zu Kötzting, 1372 Pfleger zu Beilstein † 1393. oo Frau von Kemnath                                                 | Friedrich Zenger zu Trausnitz, Beilstein und Siegenstein Ritter, 1371 Richter zu Kötzting, 1372 Pfleger zu Beilstein † 1393. oo Frau von Kemnath                                                 | Friedrich Zenger zu Trausnitz, Beilstein und Siegenstein Ritter, 1371 Richter zu Kötzting, 1372 Pfleger zu Beilstein † 1393. oo Frau von Kemnath                                                 | Friedrich Zenger zu Trausnitz, Beilstein und Siegenstein Ritter, 1371 Richter zu Kötzting, 1372 Pfleger zu Beilstein † 1393. oo Frau von Kemnath                                                 | Friedrich Zenger zu Trausnitz, Beilstein und Siegenstein Ritter, 1371 Richter zu Kötzting, 1372 Pfleger zu Beilstein † 1393. oo Frau von Kemnath | Friedrich Zenger zu Trausnitz, Beilstein und Siegenstein Ritter, 1371 Richter zu Kötzting, 1372 Pfleger zu Beilstein † 1393. oo Frau von Kemnath |                                  |                                  |                                  |                                  | |  | | | | | | |  |  |
|                                                   |  |                                                         |  |                                                                           |                                                                           |                                                                                                 |                                                                           |                                                                                              |                                                                                              |                                                                                              |                                                                                              |                                                                                              |                                                                                              |                                                                                    |                                                                                    | | | | | | | | |                                  |                                  |                                  |                                  | |  | | | | | | |  |  |
|                                                   |  |                                                         |  |                                                                           |                                                                           |                                                                                                 |                                                                           |                                                                                              |                                                                                              |                                                                                              |                                                                                              |                                                                                              |                                                                                              |                                                                                    |                                                                                    | | | | | | | | |                                  |                                  |                                  |                                  | Wolfhart VI. Zenger zu Trausnitz und Zangenfels 1376, 1392, 1395, 1411 1395 Pfleger zu Schwarzenburg † vor 1411.n oo Agnes von Froemelsberg † vor 1380n oo Dorothea Hofer zum Lobenstein |  | | | | | | |  |  |
|                                                   |  |                                                         |  |                                                                           |                                                                           |                                                                                                 |                                                                           |                                                                                              |                                                                                              |                                                                                              |                                                                                              |                                                                                              |                                                                                              |                                                                                    |                                                                                    | | | | | | | | |                                  |                                  |                                  |                                  | |  | | | | | | |  |  |
|                                                   |  |                                                         |  |                                                                           |                                                                           |                                                                                                 |                                                                           |                                                                                              |                                                                                              |                                                                                              |                                                                                              |                                                                                              |                                                                                              |                                                                                    |                                                                                    | | | | | | | | |                                  |                                  |                                  |                                  | |  | | | | | | |  |  |
|                                                   |  |                                                         |  |                                                                           |                                                                           |                                                                                                 |                                                                           |                                                                                              |                                                                                              |                                                                                              |                                                                                              |                                                                                              |                                                                                              |                                                                                    |                                                                                    | | | | | Hans Zenger zu Mantel, Murach, Trausnitz, Zangenfels 1389 bis 1393, 1402, 1416 1402 und 1416 Pfleger zu Nabburg im Kloster Schönthal begraben                                                    | | | |                                  |                                  |                                  |                                  | |  | | | | | | |  |  |
|                                                   |  |                                                         |  |                                                                           |                                                                           |                                                                                                 |                                                                           |                                                                                              |                                                                                              |                                                                                              |                                                                                              |                                                                                              |                                                                                              |                                                                                    |                                                                                    | | | | | | | | |                                  |                                  |                                  |                                  | |  | | | | | | |  |  |
|                                                   |  |                                                         |  |                                                                           |                                                                           |                                                                                                 |                                                                           |                                                                                              |                                                                                              |                                                                                              |                                                                                              |                                                                                              |                                                                                              |                                                                                    |                                                                                    | | | | | | | | |                                  |                                  |                                  |                                  | |  | | | | | | |  |  |
|                                                   |  |                                                         |  |                                                                           |                                                                           |                                                                                                 |                                                                           |                                                                                              |                                                                                              | Ulrich Zenger zu Trausnitz 1403, 1427 oo Margareth Perger zu Walberg                         | Ulrich Zenger zu Trausnitz 1403, 1427 oo Margareth Perger zu Walberg                         | Ulrich Zenger zu Trausnitz 1403, 1427 oo Margareth Perger zu Walberg                         | Ulrich Zenger zu Trausnitz 1403, 1427 oo Margareth Perger zu Walberg                         | Ulrich Zenger zu Trausnitz 1403, 1427 oo Margareth Perger zu Walberg               | Ulrich Zenger zu Trausnitz 1403, 1427 oo Margareth Perger zu Walberg               | | | | | | | Sigmund Zenger zu Trausnitz 1510 | Sigmund Zenger zu Trausnitz 1510 | Sigmund Zenger zu Trausnitz 1510 | Sigmund Zenger zu Trausnitz 1510 | Sigmund Zenger zu Trausnitz 1510 | Sigmund Zenger zu Trausnitz 1510 | |  | | | | | | |  |  |
|                                                   |  |                                                         |  |                                                                           |                                                                           |                                                                                                 |                                                                           |                                                                                              |                                                                                              | Ulrich Zenger zu Trausnitz 1403, 1427 oo Margareth Perger zu Walberg                         | Ulrich Zenger zu Trausnitz 1403, 1427 oo Margareth Perger zu Walberg                         | Ulrich Zenger zu Trausnitz 1403, 1427 oo Margareth Perger zu Walberg                         | Ulrich Zenger zu Trausnitz 1403, 1427 oo Margareth Perger zu Walberg                         | Ulrich Zenger zu Trausnitz 1403, 1427 oo Margareth Perger zu Walberg               | Ulrich Zenger zu Trausnitz 1403, 1427 oo Margareth Perger zu Walberg               | | | | | | | Sigmund Zenger zu Trausnitz 1510 | Sigmund Zenger zu Trausnitz 1510 | Sigmund Zenger zu Trausnitz 1510 | Sigmund Zenger zu Trausnitz 1510 | Sigmund Zenger zu Trausnitz 1510 | Sigmund Zenger zu Trausnitz 1510 | |  | | | | | | |  |  |
|                                                   |  |                                                         |  |                                                                           |                                                                           |                                                                                                 |                                                                           |                                                                                              |                                                                                              |                                                                                              |                                                                                              |                                                                                              |                                                                                              |                                                                                    |                                                                                    | | | | | | | | |                                  |                                  |                                  |                                  | |  | | | | | | |  |  |
|                                                   |  |                                                         |  |                                                                           |                                                                           |                                                                                                 |                                                                           |                                                                                              |                                                                                              |                                                                                              |                                                                                              | Rupprecht Zenger zu Trausnitz und Schwarzeneck † 1434 oo Dorothea von Breitenstein           | Rupprecht Zenger zu Trausnitz und Schwarzeneck † 1434 oo Dorothea von Breitenstein           | Rupprecht Zenger zu Trausnitz und Schwarzeneck † 1434 oo Dorothea von Breitenstein | Rupprecht Zenger zu Trausnitz und Schwarzeneck † 1434 oo Dorothea von Breitenstein | Rupprecht Zenger zu Trausnitz und Schwarzeneck † 1434 oo Dorothea von Breitenstein | Rupprecht Zenger zu Trausnitz und Schwarzeneck † 1434 oo Dorothea von Breitenstein | | | | | | |                                  |                                  |                                  |                                  | |  | Friedrich Zenger zum Schwarzenberg und zu Trausnitz 1411, 1418, 1422, 1436, 1440 bis 1447, 1452 1440 bis 1447 Pfleger zu Nabburg, 1452 Pfleger zu Parkstein oo 1418 Juliane von Waldau oo 1422 Margareth von Pflug oo 1440 Anna von Parsberg | Friedrich Zenger zum Schwarzenberg und zu Trausnitz 1411, 1418, 1422, 1436, 1440 bis 1447, 1452 1440 bis 1447 Pfleger zu Nabburg, 1452 Pfleger zu Parkstein oo 1418 Juliane von Waldau oo 1422 Margareth von Pflug oo 1440 Anna von Parsberg | Friedrich Zenger zum Schwarzenberg und zu Trausnitz 1411, 1418, 1422, 1436, 1440 bis 1447, 1452 1440 bis 1447 Pfleger zu Nabburg, 1452 Pfleger zu Parkstein oo 1418 Juliane von Waldau oo 1422 Margareth von Pflug oo 1440 Anna von Parsberg | Friedrich Zenger zum Schwarzenberg und zu Trausnitz 1411, 1418, 1422, 1436, 1440 bis 1447, 1452 1440 bis 1447 Pfleger zu Nabburg, 1452 Pfleger zu Parkstein oo 1418 Juliane von Waldau oo 1422 Margareth von Pflug oo 1440 Anna von Parsberg | Friedrich Zenger zum Schwarzenberg und zu Trausnitz 1411, 1418, 1422, 1436, 1440 bis 1447, 1452 1440 bis 1447 Pfleger zu Nabburg, 1452 Pfleger zu Parkstein oo 1418 Juliane von Waldau oo 1422 Margareth von Pflug oo 1440 Anna von Parsberg | Friedrich Zenger zum Schwarzenberg und zu Trausnitz 1411, 1418, 1422, 1436, 1440 bis 1447, 1452 1440 bis 1447 Pfleger zu Nabburg, 1452 Pfleger zu Parkstein oo 1418 Juliane von Waldau oo 1422 Margareth von Pflug oo 1440 Anna von Parsberg |  |  |
|                                                   |  |                                                         |  |                                                                           |                                                                           |                                                                                                 |                                                                           |                                                                                              |                                                                                              |                                                                                              |                                                                                              | Rupprecht Zenger zu Trausnitz und Schwarzeneck † 1434 oo Dorothea von Breitenstein           | Rupprecht Zenger zu Trausnitz und Schwarzeneck † 1434 oo Dorothea von Breitenstein           | Rupprecht Zenger zu Trausnitz und Schwarzeneck † 1434 oo Dorothea von Breitenstein | Rupprecht Zenger zu Trausnitz und Schwarzeneck † 1434 oo Dorothea von Breitenstein | Rupprecht Zenger zu Trausnitz und Schwarzeneck † 1434 oo Dorothea von Breitenstein | Rupprecht Zenger zu Trausnitz und Schwarzeneck † 1434 oo Dorothea von Breitenstein | | | | | | |                                  |                                  |                                  |                                  | |  | Friedrich Zenger zum Schwarzenberg und zu Trausnitz 1411, 1418, 1422, 1436, 1440 bis 1447, 1452 1440 bis 1447 Pfleger zu Nabburg, 1452 Pfleger zu Parkstein oo 1418 Juliane von Waldau oo 1422 Margareth von Pflug oo 1440 Anna von Parsberg | Friedrich Zenger zum Schwarzenberg und zu Trausnitz 1411, 1418, 1422, 1436, 1440 bis 1447, 1452 1440 bis 1447 Pfleger zu Nabburg, 1452 Pfleger zu Parkstein oo 1418 Juliane von Waldau oo 1422 Margareth von Pflug oo 1440 Anna von Parsberg | Friedrich Zenger zum Schwarzenberg und zu Trausnitz 1411, 1418, 1422, 1436, 1440 bis 1447, 1452 1440 bis 1447 Pfleger zu Nabburg, 1452 Pfleger zu Parkstein oo 1418 Juliane von Waldau oo 1422 Margareth von Pflug oo 1440 Anna von Parsberg | Friedrich Zenger zum Schwarzenberg und zu Trausnitz 1411, 1418, 1422, 1436, 1440 bis 1447, 1452 1440 bis 1447 Pfleger zu Nabburg, 1452 Pfleger zu Parkstein oo 1418 Juliane von Waldau oo 1422 Margareth von Pflug oo 1440 Anna von Parsberg | Friedrich Zenger zum Schwarzenberg und zu Trausnitz 1411, 1418, 1422, 1436, 1440 bis 1447, 1452 1440 bis 1447 Pfleger zu Nabburg, 1452 Pfleger zu Parkstein oo 1418 Juliane von Waldau oo 1422 Margareth von Pflug oo 1440 Anna von Parsberg | Friedrich Zenger zum Schwarzenberg und zu Trausnitz 1411, 1418, 1422, 1436, 1440 bis 1447, 1452 1440 bis 1447 Pfleger zu Nabburg, 1452 Pfleger zu Parkstein oo 1418 Juliane von Waldau oo 1422 Margareth von Pflug oo 1440 Anna von Parsberg |  |  |
|                                                   |  |                                                         |  |                                                                           |                                                                           |                                                                                                 |                                                                           |                                                                                              |                                                                                              |                                                                                              |                                                                                              |                                                                                              |                                                                                              |                                                                                    |                                                                                    | | | | | | | | |                                  |                                  |                                  |                                  | |  | | | | | | |  |  |
|                                                   |  |                                                         |  |                                                                           |                                                                           |                                                                                                 |                                                                           |                                                                                              |                                                                                              |                                                                                              |                                                                                              |                                                                                              |                                                                                              |                                                                                    |                                                                                    | | | | | | | | |                                  |                                  |                                  |                                  | |  | | | Hans Zenger zu Trausnitz und Schneeberg Ritter, 1479, 1486, 1487, 1498; † 1506 oo Margarethe von Preysing | | | |  |  |
|                                                   |  |                                                         |  |                                                                           |                                                                           |                                                                                                 |                                                                           |                                                                                              |                                                                                              |                                                                                              |                                                                                              |                                                                                              |                                                                                              |                                                                                    |                                                                                    | | | | | | | | |                                  |                                  |                                  |                                  | |  | | | | | | |  |  |